# Hans Eder (Skisportler)
Hans Eder (* 26. März 1927 in Bad Gastein; † 28. April 2008 in Qualicum Beach, BC, Kanada) war ein österreichischer Skisportler, der im Skispringen, der Nordischen Kombination und im Skilanglauf aktiv war.

## Werdegang
Hans Eder nahm für Österreich in mehreren nordischen Disziplinen an den Olympischen Winterspielen 1952 in Oslo teil. Daher startete er sowohl beim Langlauf, als auch beim Skispringen und in der Nordischen Kombination. Bei keinem dieser Wettkämpfe konnte er das Podest erreichen. Seine besten Ergebnisse waren der 9. Platz im Einzel der Nordischen Kombination sowie der 5. Rang in der 4 × 10-km-Staffel beim Langlauf.
Danach wanderte er im November 1952 nach Kanada aus und ließ sich in Ontario nieder. Dort kaufte er gemeinsam mit seiner Frau das Snow Valley Ski Resort in Barrie, welches sie anschließend 30 Jahre lang bewirtschafteten.